# ACE COMBAT NORTHERN WINGS
『ACE COMBAT NORTHERN WINGS』（エースコンバット ノーザンウィングス）は、ナムコ（後のバンダイナムコエンターテインメント）より発売されたフィーチャーフォン向けゲームである。

## 概要
携帯電話のアプリケーションとして2011年12月に北米および欧州市場向け に発売されたシューティングゲーム。日本で発売されていない作品としては『Advance』に続いて2作目となる。全体的に『Advance』と雰囲気は似ており、同作と同様のトップビュー方式である事、登場機体は全て架空機である事などが共通している。
時系列は1999年のユリシーズ落下前後から「6」までの期間にあたる。プレイヤーはノルデンナヴィク空軍のパイロット「グレンデル1」として世界各地で起きる戦争の裏、自国の中立を守るため戦う。

## ステージ
作戦データと場所はゲーム内の説明より。
チュートリアル（Tutorial） ノルデンナヴィク王国 1999年9月3日
小惑星ユリシーズの破片がノルデンナヴィク周辺のユージア大陸とアネア大陸のいくつかの国家を荒廃させ、混乱に陥れてから2ヶ月。ノルデンナヴィク王国は何世紀にもわたって中立の立場を保ち、混乱するストレンジリアルの自由と安定の道しるべとなってきた。しかし、この中立性を守ることはこのままでは困難と判断したノルデンナヴィク王国空軍は、新たに特殊飛行隊「グレンデル」を編成。その任務は、ノルデンナヴィクの安全と中立を確保するため、紛争及び戦争に極秘裏に介入することだった。

### 対エルジア
エルジアでの作戦行動 Part 1（Erusean Campaign (Part 1)） エルジア共和国 国境付近 2000年8月3日
エルジア空軍は、エルジア国境にあるユリシーズ難民キャンプの視察に向かう国連総会委員を乗せたヘリコプターを襲撃しようとしている。ノルデンナヴィク王国情報部はこれを知り、NRAFグレンデル隊が攻撃を防ぐために派遣される。
エルジアでの作戦行動 Part 2（Erusean Campaign (Part 2)） ユージア大陸沿岸 2000年8月3日
エルジア政府は受け入れを拒んだことを隠蔽するため、ノルデンナヴィクへと向かうユリシーズの難民を乗せた旅客機を撃墜しようとしている。グレンデル隊はこれを阻止するため動き出す。
エルジアでの作戦行動 Part 3（Erusean Campaign (Part 3)） シェズナ山 2004年10月10日
エルジアは巨大レールガン「ストーンヘンジ」を占拠し、ユーシア大陸の大半を制圧下に置いた。グレンデル隊はISAFを支援し、彼らがシェズナ山の頂上にあるノーザン・アイのレーダーステーションを破壊し、撤退できるよう手助けをする。

### 対ユークトバニア
ユークトバニアでの作戦行動 Part 1（Yuktobanian Campaign (Part 1)） 成層圏 2010年10月4日
ユークトバニアは、オーシア連邦サンド島にある基地に対して大規模な攻撃を仕掛けている。オーシア連邦とアークバード建造で密かに手を組んでいたノルデンナヴィクは、アークバードのレーザー兵器を使い、軌道上からユークトバニアの上陸部隊の阻止を試みる。
ユークトバニアでの作戦行動 Part 2（Yuktobanian Campaign (Part 2)） セレス海 2010年10月22日
正体不明の妨害工作によってアークバードは機能不全に陥ってしまった。ユークトバニアはサンド島に再び攻撃を仕掛けようとしているが、不幸にもウォードッグ隊は極秘任務で不在である。グレンデル隊はウォードッグ隊に代わりユークトバニア軍の襲撃の阻止を試みる。
ユークトバニアでの作戦行動 Part 3（Yuktobanian Campaign (Part 3)） オーシア連邦・オーレッド  2010年12月19日
ノルデンナヴィク情報部はベルカ公国がオーシアとユークトバニアの戦争の裏で糸を引いていたこと、そしてベルカがアークバードに工作し、オーシアの首都オーレッドに墜落するようにプログラムしたことを掴んだ。グレンデル隊はアークバードがオーレッドに到着する前に破壊できるよう、ラーズグリーズ隊の支援を試みる。

### 対エストバキア
エストバキアでの作戦行動 Part 1（Estovakian Campaign (Part 1)） エストバキア連邦 2013年1月15日
エストバキアの内戦は激化しており、リエース派軍閥が優位に立っている。リエース派によるエストバキア統一を懸念したノルデンナヴィクは、グスタフ・ドヴロニク上級大将率いる東部軍閥を支援するため、グレンデル隊の派遣を決定する。
エストバキアでの作戦行動 Part 2（Estovakian Campaign (Part 2)） エメリア共和国・グレースメリア  2015年8月30日
エストバキア軍はエメリア共和国の首都、グレースメリアに侵攻した。内戦中時の東部軍閥支援は裏目に出たのである。責任を問われたノルデンナヴィクは海路で撤退するエメリア軍を守るため、グレンデル隊を戦地へと派遣する。
エストバキアでの作戦行動 Part 3（Estovakian Campaign (Part 3)） ソーン島  2016年4月1日
ノルデンナヴィクの助けによりエメリア共和国消滅は免れ、状況は一転した。しかし敗走したエストバキアは、グレースメリアを破壊しようとレールガン「シャンデリア」を起動し最後の抵抗に出る。グレンデル隊は、エメリア軍を支援するべく試験段階のホバリング・ジェットファイターを使って、シャンデリアを守る対空兵器システムの破壊を試みる。

## 登場機体
登場する機体は全て架空機であるが、実在するモデルに似せた造形がなされている。
- Vargr P-26：モデルはJAS-39。
- Mjollnir R-20：モデルはA-10。
- Vargr P-28：モデルはF-14。
- Mjollnir R-30：モデルはSu-34。
- Vargr P-46：モデルはSu-47。
- Mjollnir R-40：モデルはJ-20。
- Arvakr V-50：モデルはF-22及びYF-23。
- Arvakr V-55：モデルはF-35B。 最終ミッションのみ使用可能。
- Arkbird：特殊ミッションにのみ登場。

### その他の兵器
- Giant Antlion：『3』に登場したアントリオンに似た巨大歩行戦車。上部にレーザー砲塔を備える。